# Praça dos Imigrantes
A Praça dos Imigrantes fica situada na região central de Campo Grande. A praça é dividida em duas partes: uma com lanchonete e banheiros e outra com 30 estandes onde são vendidos trabalhos artesanais. Neste local, ainda há um mini palco que é utilizado para apresentações em dias comemorativos, como Dia das Mães, Dia do Artesão e Dia do Índio, entre outras.